# Keiichirō Hirano
Pour les articles homonymes, voir Hirano.
Keiichirō Hirano (平野　啓一郎, Hirano Keiichirō) est un écrivain japonais né en 1975.

## Biographie
Né le 22 juin 1975 à Gamagōri dans la préfecture d'Aichi, Keiichirō Hirano a grandi à Yahata dans la préfecture de Fukuoka.
Étudiant en droit à Kyoto, profondément marqué par la lecture du Pavillon d'or de Yukio Mishima, il fait ses débuts en littérature à l'âge de vingt-trois ans avec L’Éclipse (日蝕), roman dont l'action se situe en France au XVe siècle. Publiée en 1998, cette œuvre remarquée pour son sujet atypique et ses kanjis inusités lui vaut le prix Akutagawa : il devient alors l'un des plus jeunes auteurs récompensés par ce prix. Conte de la première lune (一月物語), publié dans la foulée, et 葬送 (Sôsô - Funérailles), long roman sur les vies de Delacroix et Chopin publié en 2002 et inédit en français, confirment son style imprégné de culture classique.
À partir de 2003, il signe plusieurs recueils de nouvelles qui le voient s'orienter vers des thèmes contemporains : un texte comme La Dernière Métamorphose (最後の変身) évoque ainsi les hikikomoris.
Cette orientation se confirme par la suite à travers des essais, mais aussi de longs romans de genre comme Compléter les blancs, publié au Japon en 2011-2012, qui voit l'auteur se pencher sur le thème du suicide et développer le concept de "dividualisme". Par opposition à l’individualisme, ce concept propose une vision de l’Homme en tant qu’être multiple, à la personnalité divisée en plusieurs aspects qui se manifestent ou non en fonction des relations avec les autres.
En 2018, il est lauréat du Prix Yomiuri pour ある男 (Aru otoko).
Hirano revendique les influences de Yukio Mishima, Mori Ōgai, Charles Baudelaire, Mircea Eliade mais aussi, pour ses longs romans, de Honoré de Balzac, Gustave Flaubert, Léon Tolstoï et Fiodor Dostoïevski.
Il a vécu un an en France, au milieu des années 2000, en tant qu'ambassadeur culturel nommé par l'agence pour les Affaires culturelles du Japon.
Très actif sur Twitter, il prend fréquemment position sur des sujets comme le nucléaire et la politique menée par le gouvernement de son pays, s'opposant notamment au projet de loi de révision de l'article 9 de la Constitution japonaise.

## Œuvres traduites en français

### Romans et nouvelles
- 1998 : L’Éclipse (日蝕 - Nisshoku), roman traduit par Jean-Armand Campignon, Éditions Philippe Picquier, 2001 ; réédition Picquier poche, 2004.
- 1998 : Conte de la première lune (一月物語 - Ichigetsu monogatari), roman traduit par Corinne Atlan, Éditions Philippe Picquier, 2002 ; réédition Picquier poche, 2007.
- 2003 : La Dernière Métamorphose (最後の変身 - Saigo no henshin), roman traduit par Corinne Atlan, Éditions Philippe Picquier, 2007 ; réédition Picquier poche, 2014.
- 2004 : Le Garçon qui tournait en rond et Un événement (nouvelles extraites de 滴り落ちる時計たちの波紋 - Shitatari ochiru tokeitachi no hamon - Ondulations d'horloges dégoulinantes), dans La Nouvelle Revue française n°599-600 (Du Japon, p. 286-296), deux nouvelles traduites par Corinne Atlan, mars 2012.
- 2006 : Les Quatre femmes et la ville noir et blanc (モノクロウムの街と四人の女 - Monokuroumu no machi to shi-ri no on'na), dans Meet n°11 (Tokyo/Luanda, p. 71-83), nouvelle traduite par Corinne Atlan, Éditions Meet, novembre 2007.
- 2011-2012 : Compléter les blancs (空白を満たしなさい - Kūhaku o mitashi nasai), roman traduit par Corinne Atlan, Actes Sud, 2017.
- 2014 : Ambre couleur de feu (火色の琥珀), dans Tempura n°5 et n°6, nouvelle traduite par Corinne Atlan, printemps et été 2021.

### Essais
- 2007 : Kyoto / 95 (京都, 1995年), dans Meeting n°5 (Avoir vingt ans, p. 159-165), texte traduit par Corinne Atlan, Éditions Meet, novembre 2007.
- 2013 : Impressions du Japon, texte de Keiichirô Hirano et photographies de Lucille Reyboz, traduit par Corinne Atlan, Éditions de La Martinière, 2013.

### Entretien
- Au Japon, la préservation de la cohésion sociale prime sur la liberté de penser de l'individu (entretien avec Corinne Atlan), dans Japon - L'empire de l'harmonie de Corinne Atlan, Éditions Nevicata (collection "L'Âme des peuples"), 2016.

## Adaptations de ses œuvres au cinéma
- 2022 : A Man (ある男, Aru otoko?) de Kei Ishikawa